# Mendoza PK-62
La Mendoza PK-62 es una pistola monotiro de acción simple producidas por Productos Mendoza, se trata de una pistola de munisalva (cápsula fulminante con diábolo), aunque inicialmente se produjo en calibre .22. Actualmente su principal competidor es la Pistola Cabañas P-8.

## Diseño

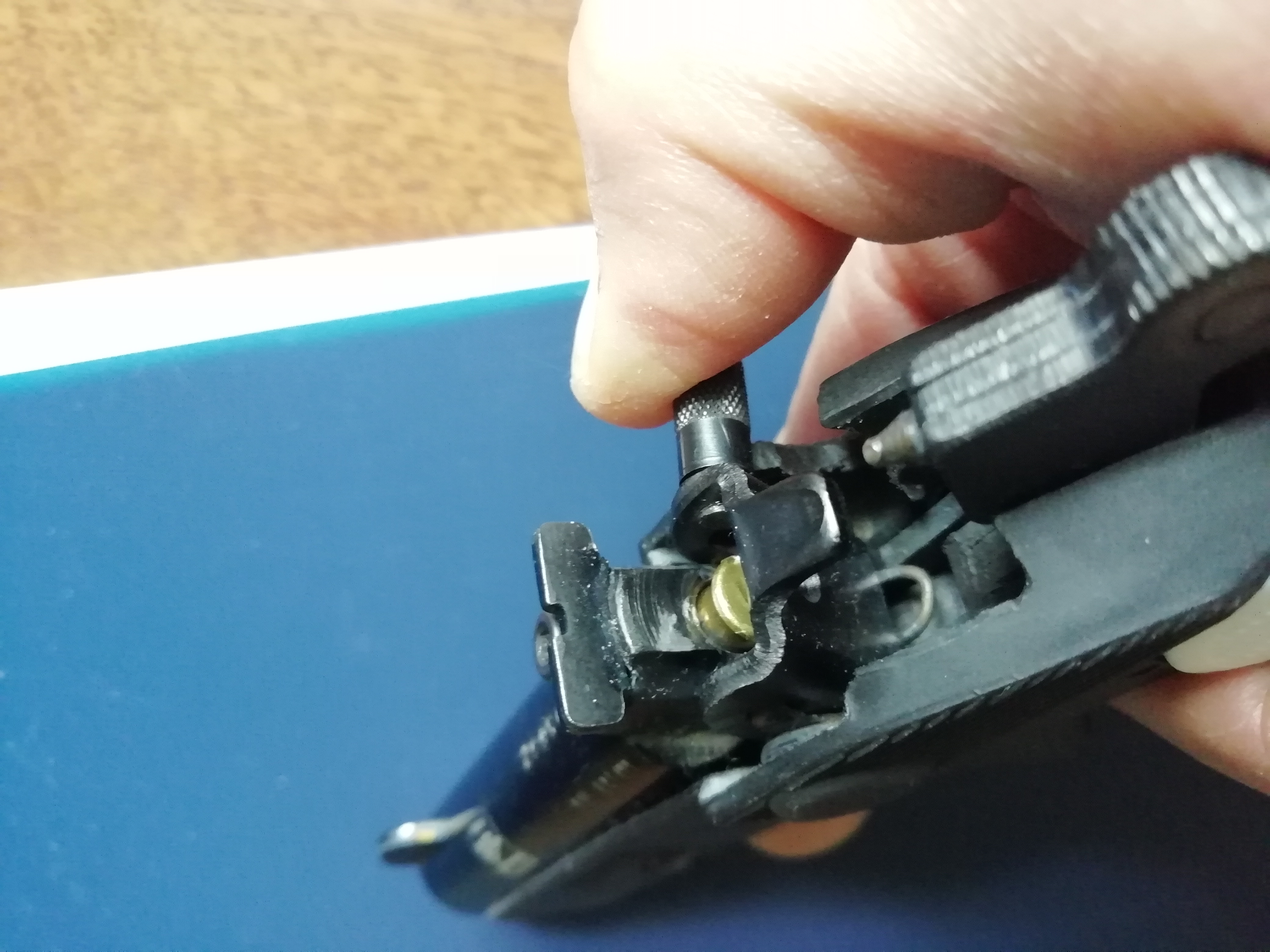
Sistema de extracción de salva de la Derringer.

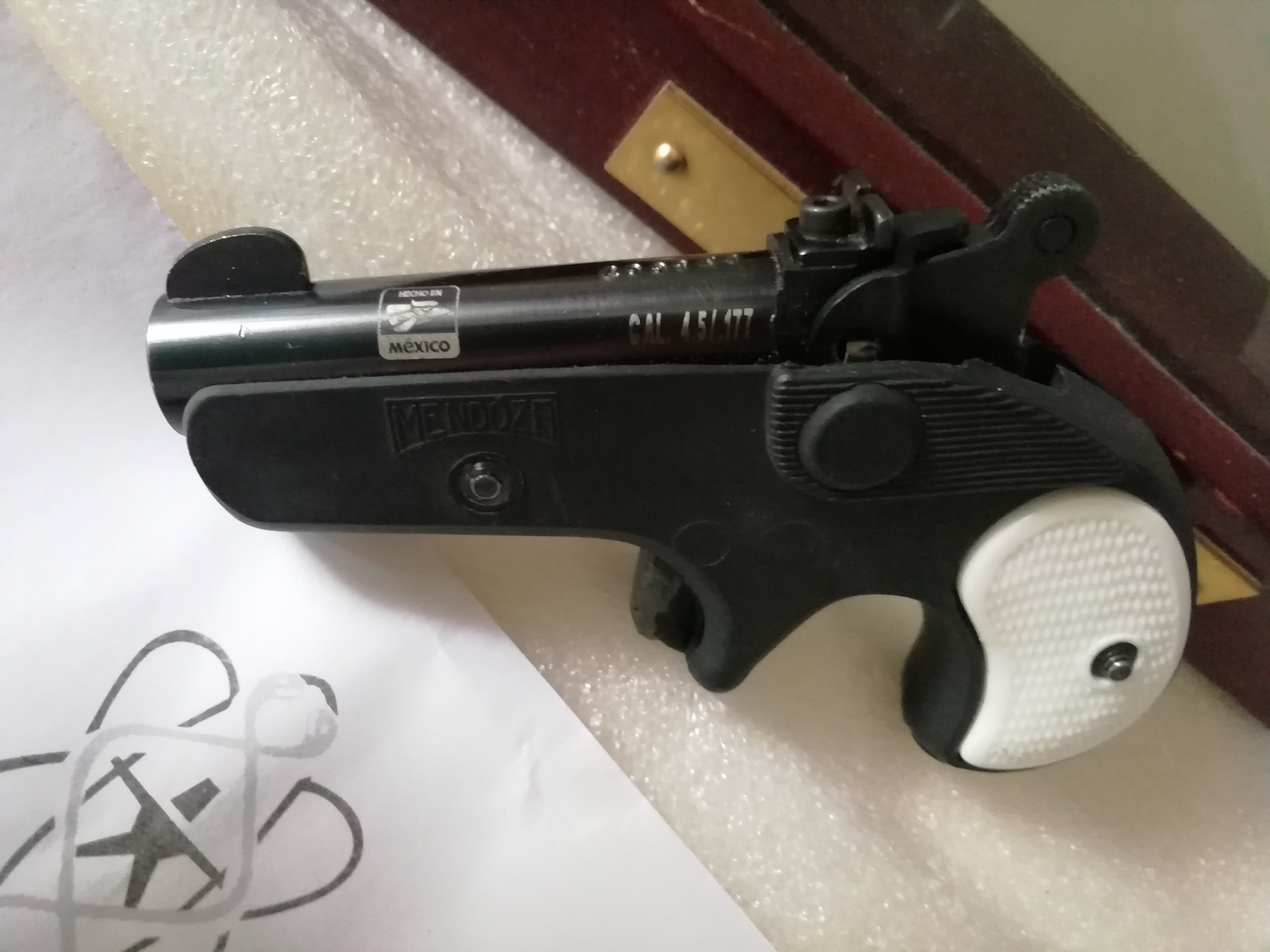
Las pistolas Mendoza están hechas en México

La PK-62 o K-62 es una pistola monotiro, que usa balines calibre 4,5 mm y cápsulas fulminantes calibre .22, todo su mecanismo está hecho de acero,y sus empuñaduras y adornos están hechos de polímeros, la versión en calibre .22 LR (que ya no se produce), tiene a los costados 6 portacartuchos, 3 en cada lado, estos portacartuchos también existen en la versión Bunt Line de munisalvas. Tiene un sistema de extracción bastante simple, que asegura la cápsula para que el percutor la golpee, y posteriormente extraerla, todas tienen un alza ajustable y un punto de mira fijo.

## Variantes
La versión de cápsula fulminante con balines  existe en 4 versiones, la PK-62-10 Bunt Line, que es la más grande de esta gama y con un cañón de aproximadamente 10 pulgadas (de ahí PK-62-10), esta versión ya no se produce. La PK-62 L es la versión con un cañón de 8", la “L” significa “Largo”. La PK-62-C, con un cañón corto de 5",  la C significa “Corto” y la PK-62-3 Derringer, con un cañón de aproximadamente 3 pulgadas y diseño Derringer, de ahí su nombre, es la variante más pequeña de esta gama.
En cuanto a las versiones calibre .22 que se hicieron muy pocas y son muy apreciadas por coleccionistas debido a su rareza, solo se hicieron tres versiones en las cuales solo variaba la longitud del cañón (4", 5" y 6"). Las diferencias más notables entre las versiones de calibre .22 y las versiones en calibre 4,5 mm (excepto Derringer), es el percutor y los guardacartuchos en las versiones de calibre .22, estos guardacartuchos también aparecieron en la versión Bunt Line, las cachas plásticas son las mismas en todos los modelos, tanto en .22 como en 4,5 mm. El mismo diseño monotiro en las K-62 calibre .22 hace posible que sean capaces de disparar 3 tipos de cartuchos (.22 Long, .22 Long Rifle y .22 Short). Después de la aparición de la Ley Federal de Armas de Fuego y Explosivos de México en 1970, se dejaron de producir en calibre .22 y se comenzó la producción de munisalvas en calibre 4,5 mm.
Actualmente se introdujo al mercado las versiones camufladas C y L, denominadas Safari PK-62-C y Safari PK-62-L solo con cambios estéticos en el color de la empuñadura.

## Munisalvas
En las versiones de cápsula fulminante es recomendable usar los juegos que comercializa la empresa Productos Mendoza, que consta de cápsulas fulminantes Águila Ultrasonoro con balines Mendoza 2000 Express de punta hueca, esto, según la empresa, proporciona un mejor rendimiento en el arma. El sistema de munisalvas no es nada más que colocar un diábolo (balín) en el cañón, y tras él una cápsula fulminante, este sistema es considerado en México como arma de aire, debido a la baja potencia que produce.

## Características

### Munisalvas (1970-presente)
| Modelo             | Longitud (cm) | Longitud del cañón (cm) | Peso (g) | Velocidad máxima con pellet de 0.518 g (m/s) | energía de impacto (J) |
| ------------------ | ------------- | ----------------------- | -------- | -------------------------------------------- | ---------------------- |
| PK-62-3 Derringer  | 12            | 7,5                     | 250      | 275                                          | 25.7                   |
| PK-62-C            | 22            | 13                      | 430      | 275                                          | 25.7                   |
| PK-62-L            | 28.5          | 20.3                    | 540      | 275                                          | 25.7                   |
| PK-62-10 Bunt Line | 34            | 25,5                    | 740      | 275                                          | 25.7                   |

### De cartuchos .22 (1962-1970)
| Modelo      | Longitud | Longitud del cañón |
| ----------- | -------- | ------------------ |
| Cañón de 4" | 18.6     | 10.1               |
| Cañón de 5" | 21.2     | 12.7               |
| Cañón de 6" | 23.7     | 15.2               |